# Remotomyia brunales
Remotomyia brunales là một loài ruồi trong họ Asilidae. Remotomyia brunales được Londt miêu tả năm 1983. Loài này phân bố ở vùng nhiệt đới châu Phi.